# Костина, Татьяна Станиславовна
Татьяна Станиславовна Костина (род. 28 июня 2002, Астрахань) — российская волейболистка, нападающая-доигровщица.

## Биография
Начала заниматься волейболом в астраханской ОДЮСШ. 1-й тренер — С. Е. Рыбалкин. В 2016 приглашена в Казань, где выступала за фарм-команды ВК «Динамо-Казань/Динамо-Ак Барс» в высших лигах «А» и «Б» и Молодёжной лиге чемпионата России, а в 2019 дебютировала за основную команду в суперлиге. В 2020 стала победителем розыгрыша Кубка России. С ноября 2021 по апрель 2022 на правах аренды играла за красноярский «Енисей», после чего вернулась в Казань.С 2023 года на протяжении трёх сезонов выступала в Турции, а затем вернулась в Россию и заключила контракт с ВК «Енисей». 
В 2021 выступала за молодёжную сборную России, в составе которой выиграла золотые награды молодёжного чемпионата мира.

### Клубная карьера
- 2016—2019 —  «Динамо-Казань-УОР» (Казань) — высшие лиги «А» и «Б»;
- 2019—2021 —  «Динамо-Академия-УОР»/«Динамо-Ак Барс-УОР» (Казань) — молодёжная лига;
- 2019—2021 —  «Динамо-Казань»/«Динамо-Ак Барс» (Казань) — суперлига;
- 2021—2022 —  «Енисей» (Красноярск) — суперлига;
- 2022 —  «Динамо-Ак Барс» (Казань) — суперлига;
- 2022 —  «Михалыччык Спор» (Эскишехир);
- 2023 —  «Адам» (Газиантеп);
- 2023—2024 —  «АЛС Халк» (Анкара);
- 2024—2025—  «Болу» (Болу);
- с 2025 —  «Енисей» (Красноярск) — суперлига.

## Достижения

### Клубные
- победитель розыгрыша Кубка России 2020.
- обладатель Суперкубка России 2022.
- победитель (2020) и серебряный призёр (2021) Молодёжной лиги чемпионата России.
- двукратный победитель (2019, 2022) и серебряный призёр (2021) розыгрышей Кубка Молодёжной лиги.

### Со сборными
- бронзовый призёр чемпионата мира среди молодёжных команд 2021.
- серебряный призёр Всероссийской Спартакиады 2022 в составе сборной Татарстана.